# Маркфіппах
Маркфіппах (нім. Markvippach) — громада в Німеччині, розташована в землі Тюрингія. Входить до складу району Земмерда. Складова частина об'єднання громад Ан-дер-Марке.
Площа — 9,18 км2. Населення становить 550 ос. (станом на 31 грудня 2021).